# Raymond Burr
Raymond William Stacey Burr (New Westminster, Columbia Británica, 21 de mayo de 1917-Healdsburg, California, 12 de septiembre de 1993) fue un actor canadiense ganador de Premios Emmy, y conocido principalmente por sus trabajos en las series televisivas Perry Mason (1957-1966) y Ironside (1967-1975).

## Biografía

### Primeros años
Sus padres fueron William Johnston Burr (1889-1985), de origen irlandés, y Minerva Smith (1892-1974), pianista y profesora de música estadounidense. Pasó parte de su infancia en China, donde su padre trabajaba como agente comercial. Tras el divorcio de sus padres, se trasladó a Vallejo (California) con su madre y sus hermanos. 
Con el tiempo, trabajó en un rancho y como vendedor de fotografías para ayudar a sostener a la familia. Tras dos años en la Armada durante la Segunda Guerra Mundial, fue licenciado tras haber sido herido en el estómago en la batalla de Okinawa.

### Carrera inicial
En 1937 Burr inició su carrera actuando en el Pasadena Playhouse. En 1941 hizo su primer papel en Broadway, en la obra Crazy with the Heart. Fue contratado por el estudio RKO, interpretando principalmente a villanos, y trabajó en más de 60 filmes entre 1946 y 1957. Burr tuvo críticas favorables por su papel de fiscal en Un lugar en el sol (1951), junto a Elizabeth Taylor y Montgomery Clift, pero quizás su papel más conocido de ese período fue el que llevó a cabo en el filme de Alfred Hitchcock La ventana indiscreta (1954), protagonizado por James Stewart y Grace Kelly.
En esa época, la característica voz de Burr podía oírse en la radio, trabajando junto a Jack Webb en la serie Pat Novak for Hire, emitida en la ABC radio, así como en los primeros episodios del show de la NBC Dragnet. También tuvo actuaciones como artista invitado en otros programas con base en Los Ángeles, tales como Yours Truly, Johnny Dollar, y fue protagonista en el show de la CBS Fort Laramie (1956).
Burr también fue un prolífico actor de carácter televisivo en la década de 1950. Debutó en el medio actuando en un episodio de The Amazing Mr. Malone. Este papel le facilitó trabajar en programas como Dragnet, Chesterfield Sound Off Time, Four Star Playhouse, Mr. & Mrs. North, Schlitz Playhouse of Stardom, The Ford Television Theatre y Lux Video Theatre.
En 1955 Burr interpretó al periodista Steve Martin en Godzilla, King of the Monsters!, papel que retomaría casi 30 años después en Godzilla 1985.

### Perry MasonyIronside
En 1956 Burr hizo pruebas para interpretar al fiscal de distrito Hamilton Burger en la serie Perry Mason, un drama judicial basado en las exitosas novelas escritas por Erle Stanley Gardner, y que emitió la CBS. William Talman probó para el papel de Perry Mason. Sin embargo, Gardner estaba presente y pidió que los actores cambiaran los personajes. Mason finalmente fue el papel por el que Burr llegó a ser mejor identificado, mientras que Talman perdía todos los casos (al menos contra Mason) como Burger. También trabajaba en la serie Barbara Hale –actriz cinematográfica de los años cuarenta y vieja amiga de Burr– como la secretaria de Mason, Della Street, y William Hopper como el investigador privado de Mason, Paul Drake. Ray Collins era el teniente de detectives Arthur Tragg.
Burr ganó dos Emmy al mejor actor por su papel de Perry Mason, serie que originalmente se emitió desde 1957 a 1966.
Burr posteriormente se pasó de la CBS a Universal Studios, donde interpretó el papel principal de la serie televisiva Ironside. En el episodio piloto, el jefe de detectives de San Francisco (California) Robert T. Ironside es herido de bala, quedando inválido y relegado a una silla de ruedas. Este papel dio a Burr otro éxito, la primera serie criminal protagonizada por un policía discapacitado. El show se emitió entre 1967 y 1975. 
En 1977 protagonizó la serie televisiva Kingston: Confidential, de corta duración. En 1985 a Burr le propusieron los productores Dean Hargrove y Fred Silverman interpretar un film para la TV, Perry Mason Returns. Aunque la idea le agradaba, puso como condición que Barbara Hale volviera a interpretar a Della Street. Hale aceptó, y Perry Mason Returns se emitió en diciembre de 1985. El resto de los intérpretes originales habían fallecido, pero el hijo en la vida real de Hale, William Katt, hizo el papel de Paul Drake, Jr. El filme tuvo tanto éxito que Burr acabó rodando 26 más antes de fallecer. Muchos de ellos fueron rodados en Denver, Colorado.
En 1988, tras tres años y nueve filmes de Perry Mason, William Katt abandonó el proyecto. Se contrató al actor William R. Moses, que interpretó a Ken Malansky, un joven abogado que trabajaba junto a Mason. Moses actuó en las películas de Mason entre 1989 y 1995. En esa época, Burr utilizaba con frecuencia una silla de ruedas a causa de su mala salud (en la última película de Mason, Burr siempre aparecía sentado o apoyado en una mesa). Todavía se rodaron otros cuatro filmes entre 1993 y 1995, tras la muerte de Burr, protagonizados por el equipo de Perry Mason. 
En 1993, como ya había hecho con los telefilmes de Perry Mason, Burr decidió hacer un film de Ironside. En mayo de ese año se emitió The Return of Ironside, reuniendo al reparto original de la serie de 1967-1975. Sin embargo, el actor ya estaba afectado por un cáncer de hígado, y no pudo rodarse ningún episodio más.

### Otro trabajo
Burr coprotagonizó telefilmes como Eischied: Only The Pretty Girls Die y Disaster On The Coastliner (ambos de 1979), The Curse of King Tut's Tomb y The Night The City Screamed (ambos de 1980), y Peter and Paul (1981). También tuvo un papel de reparto en el controvertido título de Dennis Hopper Out of the Blue (1980), y se mofó de su imagen de Perry Mason en Airplane II: The Sequel (1982).
Burr además trabajó como portavoz de la compañía inmobiliaria Block Bros. en TV, radio, y prensa en las décadas de 1970 y 1980.

## Enfermedad y fallecimiento
A finales de 1992, a Burr le diagnosticaron un cáncer renal, pero rechazó la cirugía, pues no hubiera podido rodar sus dos últimos telefilmes. Tras finalizar los rodajes, el cáncer se había extendido a otros órganos, siendo ya inoperable. Burr falleció a los 76 años de edad, en 1993, en su rancho cercano a Healdsburg, California. Burr fue enterrado en el cementerio Fraser de New Westminster, Columbia Británica.

## Vida personal
Raymond Burr era homosexual, pero ocultó su orientación durante la mayor parte de su vida por miedo a perjudicar su carrera a causa de los prejuicios de la sociedad. Mantuvo una relación de 35 años con Robert Benevides (nacido en 1930), un joven actor y veterano de la guerra de Corea que Burr conoció rodando Perry Mason. Durante varios años de la década de 1950, según la biografía Hiding in Plain Sight, escrita en 2008 por Michael Starr, otro joven veterano de la guerra de Corea llamado Frank Vitti compartió la casa de Burr, siendo identificado en algunas publicaciones como su sobrino.
A pesar de todo, el público creía que Burr era heterosexual. A finales de los años cincuenta, incluso se rumoreó que Burr tenía una relación con la joven actriz Natalie Wood. La biografía oficial del actor afirmaba que se había casado en tres ocasiones, pero que dos de sus esposas y su único hijo habrían fallecido. En 1942, trabajando en Londres, afirmaba haber conocido a una actriz escocesa llamada Annette Sutherland, y haberse casado con ella ese mismo año. Sin embargo, solo una de las esposas de Burr puede ser documentada, Isabella Ward. Se casaron en 1947 y se divorciaron en 1952. Según algunas fuentes, la pareja convivió menos de un año, aunque no formalizaron el divorcio hasta cuatro años después, probablemente para evitar posibles especulaciones incómodas. Las otras esposas nunca habrían existido.
Burr tuvo diversas aficiones a lo largo de su vida: cultivar orquídeas, coleccionar arte, sellos, conchas, la gastronomía y el vino, volar, navegar y pescar. Además, dedicó parte de su fortuna a las actividades de beneficencia. Su afición a las orquídeas devino en un negocio desarrollado junto a Benevides. Su compañía, Sea God Nurseries, tuvo, a lo largo de sus veinte años de existencia, viveros en Fiyi, Hawái, las Islas Azores y California, consiguiendo 1500 nuevas variedades. Una de ellas fue llamada la orquídea «Barbara Hale».
Burr fue también importador y criador de perros de aguas portugueses.
Burr adquirió 1600 hectáreas en la isla de Naitauba, en Fiyi, en 1965. Ahí se dedicó al cultivo de copra y de orquídeas, así como a la cría de ganado.

### Filantropía
Burr fue un hombre extraordinariamente generoso. Participó con la United Service Organizations en giras por Corea y Vietnam para dar apoyo a las tropas. Dio grandes sumas de dinero a la caridad. Apoyó económicamente la Christian Children's Fund. Asimismo, contribuyó al sostén de la McGeorge School of Law en Sacramento (California), lo cual incluía donar a la institución algunos de los guiones de la serie Perry Mason.
Además, recaudó fondos para el Museo Bailey-Matthews Shell de Sanibel, Florida.

## Galardones y nominaciones
Además de los dos Emmy al mejor actor - Serie dramática en 1959 y 1961, por su interpretación de Perry Mason, también fue nominado otras siete veces, una vez más por Mason y otras seis por Ironside. Por el último fue también nominado en dos ocasiones al Globo de Oro al mejor actor de serie de TV - Drama.
Además, Burr recibió una estrella en el Paseo de la Fama de Hollywood, en el 6656 de Hollywood Boulevard.

## Filmografía parcial
- Desperate (1947)
- Sleep, My Love (Pacto tenebroso) (1948)
- Pitfall (1948)
- Raw Deal (1948)
- Black Magic (Cagliostro) (1949)
- Red Light (1949)
- Abandoned (1949)
- Amor en conserva (1950)
- Un lugar en el sol (1951)
- His Kind of Woman (Las fronteras del crimen) (1951)
- Bride of the Gorilla (1951)
- The Blue Gardenia (Gardenia azul) (1953)
- Serpent of the Nile (1953)
- Tarzan and the She-Devil (1953)
- Casanova's Big Night (La gran noche de Casanova) (1954)
- Gorilla at Large (1954)
- La ventana indiscreta (1954)
- They Were So Young (1954)
- Un fresco en apuros (1955)
- Count Three and Pray (1955)
- Godzilla, King of the Monsters! (1956)
- Crime of Passion (1957)
- Another Time, Another Place (1958)
- Desire in the Dust (1960)
- Mallory: Circumstantial Evidence (1976)
- The Jordan Chance (1978)
- The Return (1980)
- Out of the Blue (Caído del cielo) (1980)
- Peter and Paul (1981) (TV)
- The Return of Godzilla (1984)
- Perry Mason: The Case of the Scandalous Scoundrel (1987)
- Perry Mason: El caso de la dama del lago (1988)
- Delirious (1991)